# Народная воля (газета, Украина)
«Наро́дная во́ля» (укр. «Народня воля»; «ежедневная народная газета», позже — «крестьянская газета») — украинская газета, издавалась с 4 (17) мая 1917 года по ноябрь 1919 года Центральным украинским кооперативным комитетом и украинским крестьянским союзом. Лозунгом организаторы выставили: «Пусть живёт федеральная демократическая республика и автономная Украина», эту же политическую линию поддерживал и их журнал. Главный лозунг партии — «Земельная реформа» — находил отклик в крестьянских массах, поэтому газета имела значительную аудиторию и влияние на ход событий.
В этой газете нередко выступал с важными политическими публикациями Михаил Грушевский. Относительно острейшего вопроса того времени — отношений с Россией — это издание стояло на федеративных позициях до самой Октябрьской социалистической революции в Петрограде.
Делали газету молодые люди, среди которых на начальном этапе трудился Яков Ядов. Это сказывалось на обострённой, полемической манере высказываний, резких оценках политических противников и так далее. Их стремлением было дать украинским силам прессу европейского уровня.
До начала наступления войска Муравьёва с севера на Украину газета придерживалась девиза: «За народную республику Украину в составе Российской Федерации!». Перед захватом Киева большевиками и закрытием ими газет редакция уехала из города в Житомир, с этими событиями потерял актуальность и упоминавшийся девиз.